# Marea muerta
La marea muerta, o de cuadratura, es el fenómeno de la marea que ocurre cuando las posiciones de la Luna, la Tierra y el Sol forman un ángulo recto (de 90 grados). En este caso los efectos de la atracción gravitatoria lunar y la solar se contrarrestan y la marea alta es de menor altura que de lo habitual.
En una marea muerta la luna se encuentra en cuarto creciente o menguante respecto a la Tierra.